# Kružlov
Kružlov és un poble i municipi d'Eslovàquia. Es troba a la regió de Prešov, al nord del país.

## Història
La primera referència escrita de la vila data del 1460.

## Demografia
| Godina             | 1994 | 2004   | 2014   | 2024   |
| ------------------ | ---- | ------ | ------ | ------ |
| Nombre de persones | 1011 | 1006   | 1041   | 981    |
| Diferència         |      | −0,49% | +3,47% | −5,76% |

| Godina             | 2023 | 2024   |
| ------------------ | ---- | ------ |
| Nombre de persones | 991  | 981    |
| Diferència         |      | −1,00% |